# Francisco Gómez-Jordana Prats
Francisco Gómez-Jordana Prats, II Comte de Jordana (13 de juny de 1911, ? - 30 d'abril de 2008, Madrid) fou un militar espanyol, coronel de l'arma de Cavalleria, que quan era tinent s'aixecà contra el govern de la Segona República Espanyola el 1936 a Mallorca. Els primers mesos de la Guerra Civil participà en la formació de les milícies falangistes, en la repressió de membres i simpatitzants del Front Popular i en la defensa contra el desembarcament de Mallorca per part de tropes republicanes.

## Monarquia i República
Francisco Gómez-Jordana era fill de Francisco Gómez-Jordana Sousa, I Comte de Jordana, (1876-1944) també militar, que fou membre del Directori militar de Primo de Rivera, president de la Junta Tècnica de l'Estat del bàndol nacional durant la Guerra Civil Espanyola i ministre d'Afers Exteriors durant la dictadura. La seva mare era María del Carmen Prats Sousa i tenia tres germans menors: Luis, Pilar i Rafael, aquest darrer també militar i diplomàtic.
Es formà a l'Acadèmia Militar General i a la de Cavalleria assolint el grau de tinent el 1933. El 1936 estava destinat al regiment de Caçadors de Calatrava, núm. 2.

## Guerra Civil

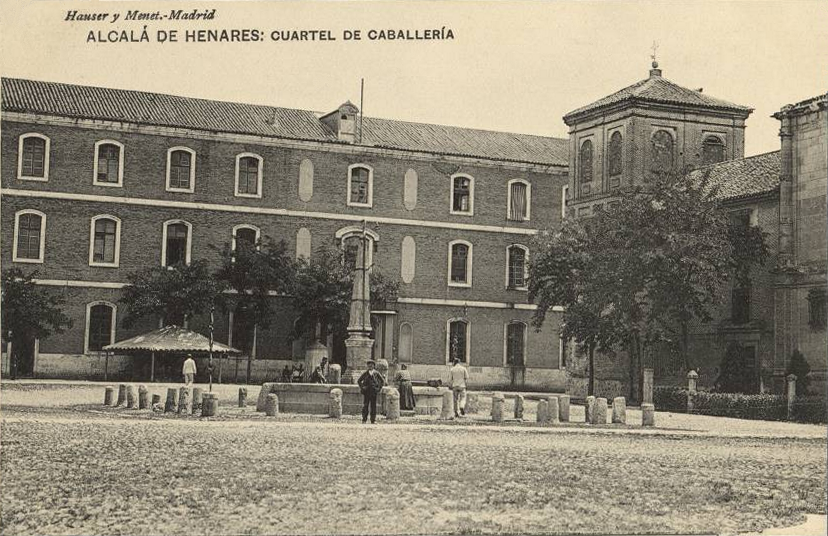
Quarter de Cavalleria del Príncipe, dit de San Diego, a Alcalà de Henares cap el 1912

Formà part dels anomenats Jinetes de Alcalá, un grup de militars de l'arma de Cavalleria adscrits als Regiments de Caçadors de Calatrava, núm. 2, i de Villarrobledo, núm. 3, destinats a Alcalá de Henares, que a finals de juny de 1936 foren confinats al castell de Sant Carles de Palma, Mallorca. El Govern de la Segona República aprofità uns greus incidents entre soldats i membres de partits d'esquerra per fer neteja de conspiradors d'aquests dos regiments. Al castell de Sant Carles conegueren al cap de la Falange Española a Mallorca, Alfonso de Zayas, que també estava empresonat i que els posà amb contacte amb els militars que s'havien d'aixecar contra la República. Quan es produí el pronunciament militar del 18 de juliol de 1936, aquests militars es posaren a les ordres dels avalotats, participaren en la formació de les milícies falangistes, en la repressió dels membres i simpatitzants del Front Popular (detencions il·legals, tortures i assassinats) i intervengueren en la defensa contra el desembarcament de Mallorca de tropes republicanes l'agost de 1936.
Després d'uns mesos a Mallorca retornà a la península destinat a la Brigada de Cavalleria del Centre i després al Regiment de Caçadors de Calatrava. El 1939 ja havia ascendit a capità i havia hagut de ser ingressat a l'hospital de Burgos. Fou donat d'alta i destinat a funcions burocràtiques al Ministeri de Defensa.

## Dictadura franquista
El 1940 fou destinat al tercer regiment de la Divisió de Cavalleria a Aranjuez. El 1941 l'ajuntament de Palma, presidit pel batle José Oleza de España li concedí, juntament amb Manuel Ordovás González, la Medalla d'Argent de la ciutat pel seu "heroic comportament el 18 de juliol de 1936". El 1942 es casà amb María de la Concepción de las Heras Brú (1891-2011) i tengueren una única filla, Elena. El 1945 fou ascendit a comandant i era professor a l'Acadèmia de Sanitat Militar. El 1948 estava destinat a l'Escola d'Aplicació de Cavalleria i Equitació de l'Exèrcit i fou destinat al grup de Dragons d'Alfambra i el 1949 fou nomenant ajudant de camp del general de brigada Alvaro Pita da Veiga Morgado de l'Escola d'Aplicació de Cavalleria i Equitació de l'Exèrcit. El 1957 fou nomenat ajudant de camp del general de brigada Francisco Bonel Huici. El 1961 ja havia ascendit a tinent coronel i el govern argentí li concedí la insígnia de Comendador de l'Orde de Maig. El 1965 estava destinat a la 2a Brigada de la Divisió de Cavalleria Jarama i passà al regiment Cuirassat de Cavalleria Pavia, núm. 4. El 1969 havia ascendit a coronel i fou destinat al comandament de la Prefectura de Defensa Atòmica, Biològica i Química. El 1971 estava disponible a la 1a regió militar.